# ヌルハチ
ヌルハチ（努爾哈赤、満洲語：ᠨᡠᡵᡤᠠᠴᡳ, nurgaci、ᠨᡠᡵᡥᠠᠴᡳ、nurhaci）は、後金の初代ハーン。清の実質的な初代皇帝とされる。

## 名称

### 明朝
「奴兒哈赤」のほか、酋長の意で「奴酋」と記されることもある。姓は童または佟とす。

### 李朝
明朝を宗主国とする李氏朝鮮王国でも「奴兒哈赤」の表記が用いられたが、朝鮮語音に則した「老乙可赤」やその略表記「老可赤」のほか、明側の「奴酋」という呼称に倣った「老酋」という表記もみられる。尚、『朝鮮王朝實錄』(光海君日記) ではヌルハチの本名を「東㺚」と記す。姓は「佟」のほか、「金」を挙げる。

### 清朝
清朝成立以前の史料『滿洲老檔』では専ら「sure kundulen han」と呼ぶ。「sure」は聡明、「kundulen」は崇敬の意で、「han」は「汗」(君主)。
『滿洲老檔』を基に乾隆期に編纂された『滿洲實錄』では「太祖崑圖侖汗taidzu kundulen han」、「太祖淑勒貝勒taidzu sure beile」(ここでの「beile」は首領の意)、「太祖英明汗taidzu genggiyen han」などのように専ら廟号「太祖」を冠して呼ぶ。「taidzu」は漢語「太祖」の満洲語音写。
『太祖高皇帝實錄』以降は「太祖」を以て呼ばれることが多い。忌み名としては「弩爾哈齊」、弩爾哈奇など。贈り名は「高皇帝」(dergi hūwangdi) で、諡号＋姓氏＋諱で「太祖承天廣運聖德神功肇紀立極仁孝睿武端毅欽安弘文定業高皇帝姓愛新覺羅氏諱弩爾哈齊」とも記される。

## 生涯

### 生い立ち
女真族の愛新覚羅氏出身でヘトゥアラ (ᡥᡝᡨᡠ᠋
ᠠᠯᠠ, hetu ala)に生まれた。ヌルハチが生まれた頃の女真は、建州女真五部・海西女真四部・野人女真四部に分かれて、互いに激しく抗争していた。これを利用して明は、朝貢の権利を分散させることで、飛びぬけて力の強い部族を出さないようにしていた。具体的な方法としては、建州・海西女真の有力者300名に対して勅書を渡していた。ただし、土木の変（1449年）でのエセン・ハーン侵攻にあたって勅書が無資格者の手に渡るなど混乱した上、期待していた防壁代わりに全くならなかった反省から、ヌルハチが生まれた頃には建州女真に500通、海西女真に1,000通をそれぞれの首長に一括して渡すようになり、若干の権力集中が行われるような政策に転換している。しかしその弊害で、明も放っておけないほど武力抗争が激しくなっていた。ヌルハチの祖先は代々明朝に尽くし、しばしば恩賞を授けられている。
ヌルハチは生まれつき聡明で、力が強く武術を好み、よく働いたので両親に可愛がられた。9歳の時に母のエメチ（ヒタラ氏）が病死した。父のタクシが新たに迎えた継母とは折り合いが悪く、我慢できなかったヌルハチは14歳の時に家出して、母方の祖父の王杲の元へと身を寄せた。王杲は都督の地位にあり、漢字が読め、文武に秀でた人物であった。王杲は武芸に秀でた孫を可愛がった。
1574年、王杲は明と摩擦を重ねた末に挙兵したが、惨敗して捕らわれ、北京に送られて処刑された。この時にヌルハチも捕らわれたが、どうにか逃げ切り、父が住む故郷に戻った。その時にタブンバヤンの娘のハハナ・ジャチン（トゥンギャ氏）と結婚するが、父の後妻と彼女に惑わされた父に冷遇され、再び家を出た。独立世帯での暮らしとなり、人参や薬草を採取して細々と生計を立てた。その暮らしに満足いかないヌルハチは武将になることを志し、遼東総兵の李成梁の部下になる。壮健で乗馬、弓術などが抜群の腕前であったヌルハチは、李成梁に目をかけられるようになった。

### 建州部統一

#### 祖父の横死
スクスフ･ビラ部グレ城主アタイの父王杲 (一説にはヌルハチ外祖父) は、建州右衛の暴れ馬として名を馳せ、都指揮使の官職に任命されていながら明の辺境部を度々掠奪したが、当時飛ぶ鳥を落とす勢いのハダ国主ワン･ハンに捕捉された末、万暦帝の命で磔にされ殺害された。アタイが報復措置としてイェヘと手を組み明の辺塞を何度も侵犯略奪したため、王杲に懲りた明朝は、アタイを辺塞にとっての禍根とみなし、その征討を企てた。
万暦11年1583旧暦2月、同部トゥルン城主のニカン･ワイランなる者の手引きで、遼東総兵官・李成梁率いる明の官軍が同部のグレ城主アタイを征討した。李成梁は難攻のグレ城を二昼夜に亘って火攻し、城主アタイ討伐を果たした。しかしこの時、ヌルハチの祖父ギョチャンガと父タクシが李軍によって「誤殺」されたことから、ヌルハチは宗主たる明朝への恨みを募らせた (所謂「七大恨」の第一条)。
ヌルハチは祖父の横死を知って明の辺塞を訪れ、詰問した。明側は「誤殺」であるとして朝貢勅書、馬、さらに都督任命の勅書をヌルハチに賜与し、幕引きを図った。しかし腹の虫がおさまらないヌルハチが、「真犯人」たるニカンの身柄引き渡しを求めたため、明側は「やるものはやったのにまだ欲を張るか。ニカンが欲しいなら、ニカンに新しく城を与えてお前の主人にしてやる」と言ってヌルハチをやりこめようとした。
この一言を真に受けた同部の女真は挙ってニカンに帰向し、有頂天のニカンはさらにヌルハチにも服従を求めた。固より仇敵に服従するはずもないヌルハチはニカンと訣別したが、大伯父らの中にニカンに帰向する者が現れ、ヌルハチ排除を謀ったため、ヌルハチはさらに孤立無援に陥った。
この頃、同部のサルフ城主ノミナ、ギャムフ城主ガハシャン (ヌルハチの妹婿) らはニカンと反目していたため、利害関係の一致するヌルハチと盟約を結んだ。父タクシの遺産であるわずか13着の凱甲とわずかな兵を頼りに、ヌルハチの国取りがはじまった。ヌルハチ25歳の年であった。

#### 挙兵と復讎
万暦11年1583、ヌルハチは僅か100人足らずの兵を率いてトゥルン城にニカン･ワイランを征討したが、すんでのところでギャバンへ逃げられた。続けてギャバンへ侵攻するも、サルフ城主ノミナが早くもニカン･ワイランと内通し、またもニカン･ワイランを獲り逃した。
ノミナの内通を悟ったヌルハチはその排除を計画し、ノミナの宿敵バルダ城への攻撃を請け負うと偽って、サルフ兵の装備を借り受けた。装備を一新したヌルハチ軍により丸腰のサルフ城が陥落し、城主ノミナが殺害された頃、ニカン･ワイランはオルホンに築城していた。
ヌルハチの大叔父の一派がハダ国主ベイレフルガンとジョオギャ城主リダイ (ヌルハチ宗族) を教唆し、ヌルハチ所領を掠奪させたが、ハダ兵はヌルハチの武臣アンバ･フィヤングらの急襲を受け、40人が殺された上に掠奪した人畜をおいて遁走した。
万暦12年1584、ヌルハチはジョオギャ城にリダイを征討した。リダイはヌルハチの大伯父の一派からの密告を受けて迎撃準備を万端に整えていたが、大雪の山路を行軍してきたヌルハチ軍に包囲されるとあっけなく落城し、宗族のよしみで助命され、連行された。
ヌルハチの大伯父の一派の脅迫を受けたサムジャン (ヌルハチ継母の弟) によって、ヌルハチの妹婿エフガハシャン (ギャムフ城主) が殺害されたことを承け、ヌルハチはサムジャンらが拠点とするマルドゥン山砦を攻略し、仇を討った。
ヌルハチ討伐を企むドンゴ部が内訌を起こしたと聞いたヌルハチは、隙をついてチギダ城に先制攻撃をしかけ、陥落後さらに返す刀でオンゴル城に侵攻した。交戦中に矢創を負って生死を彷徨ったが、治癒するや戦場復帰して落城させた。
万暦13年1585、ジャイフィヤンに侵攻したものの、迎撃準備を整えた敵兵の前に為す術なく撤退した。そこへ、マルドゥン戦で逃亡したネシンら率いる敵兵400人が背後に迫った。ヌルハチは殿しんがりとなり、ネシンら敵将を討って敵兵を撃退した。
ジェチェン部征討を企て出兵した矢先、洪水に遭い、少数精鋭のみを伴って行軍していたところ、ジャイフィヤンの渾河河畔に数にして十倍規模の敵兵がいるのがみえた。ヌルハチは、尻込みする兵を置いて、弟ムルハチを含む僅か四人で敵の軍勢を退けた。
アントゥ･グァルギャ城と、翌14年1586にトモホ城を制圧したヌルハチは、満を持してオルホン城へニカン･ワイランを征討したが、城内にその影はなかった。城外での戦闘で負傷しながらも城を制圧すると、城内の敵兵に迫ってニカン･ワイランの引き渡しを要求した。

明側はニカン･ワイランの引き渡しを約束し、身柄を獲り押さえた。ヌルハチの派遣した兵はその場でニカン･ワイランの首を刎ね、かくしてヌルハチ祖父の仇討ちは果され、明朝との間の確執も一旦は解消された。

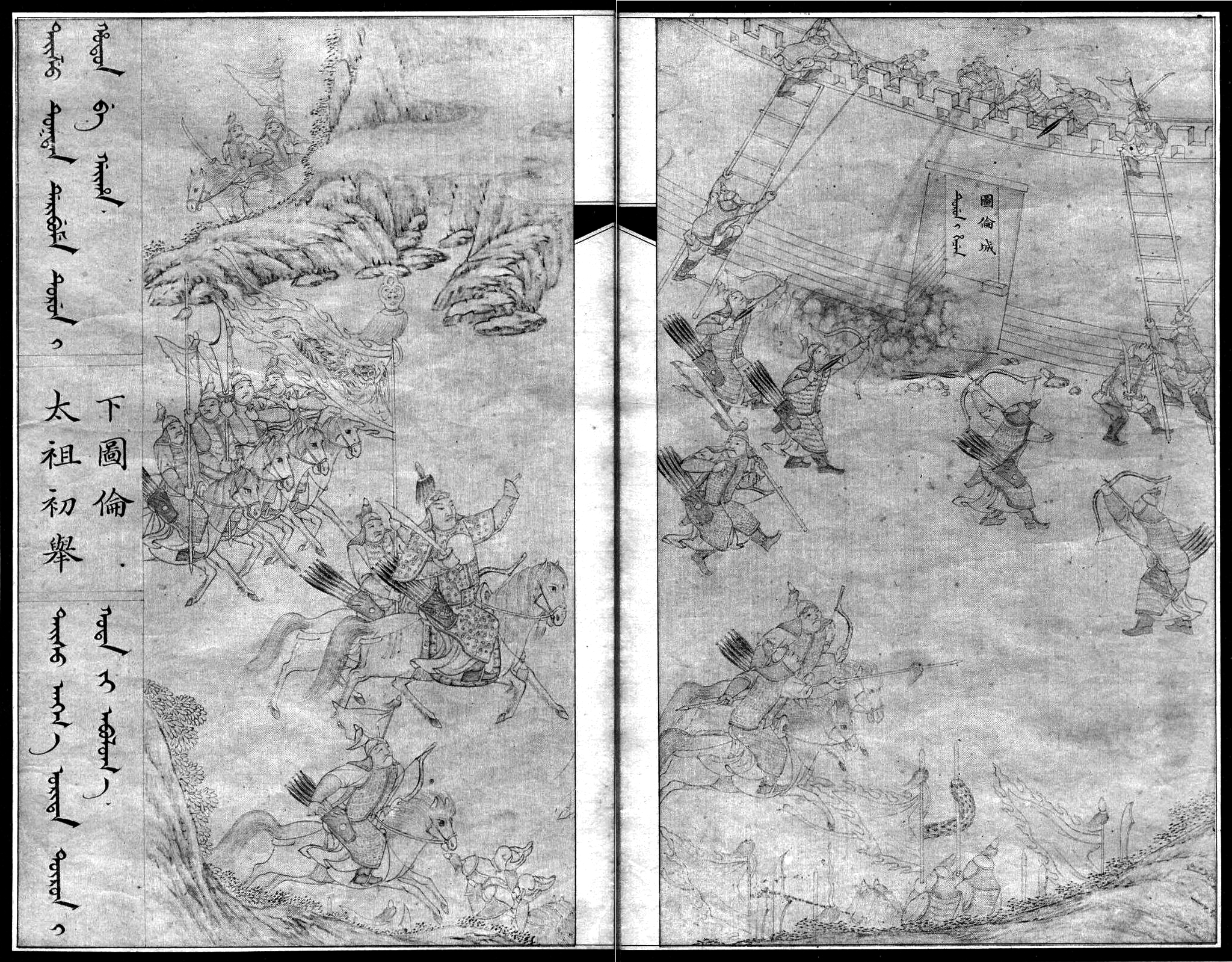
『滿洲實錄』巻1 「太祖初舉下圖倫」
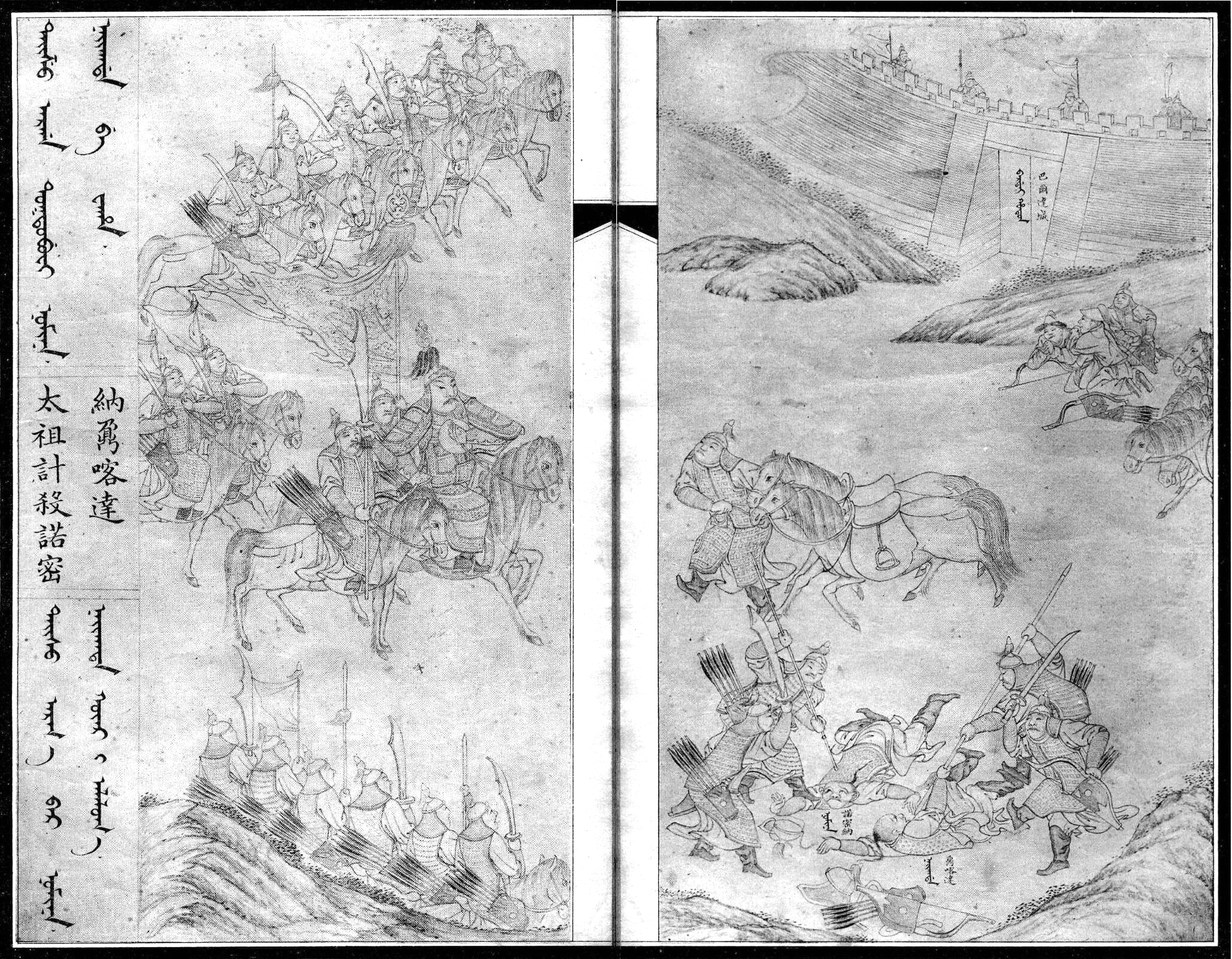
『滿洲實錄』巻1 「太祖計殺諾密納鼐喀達」
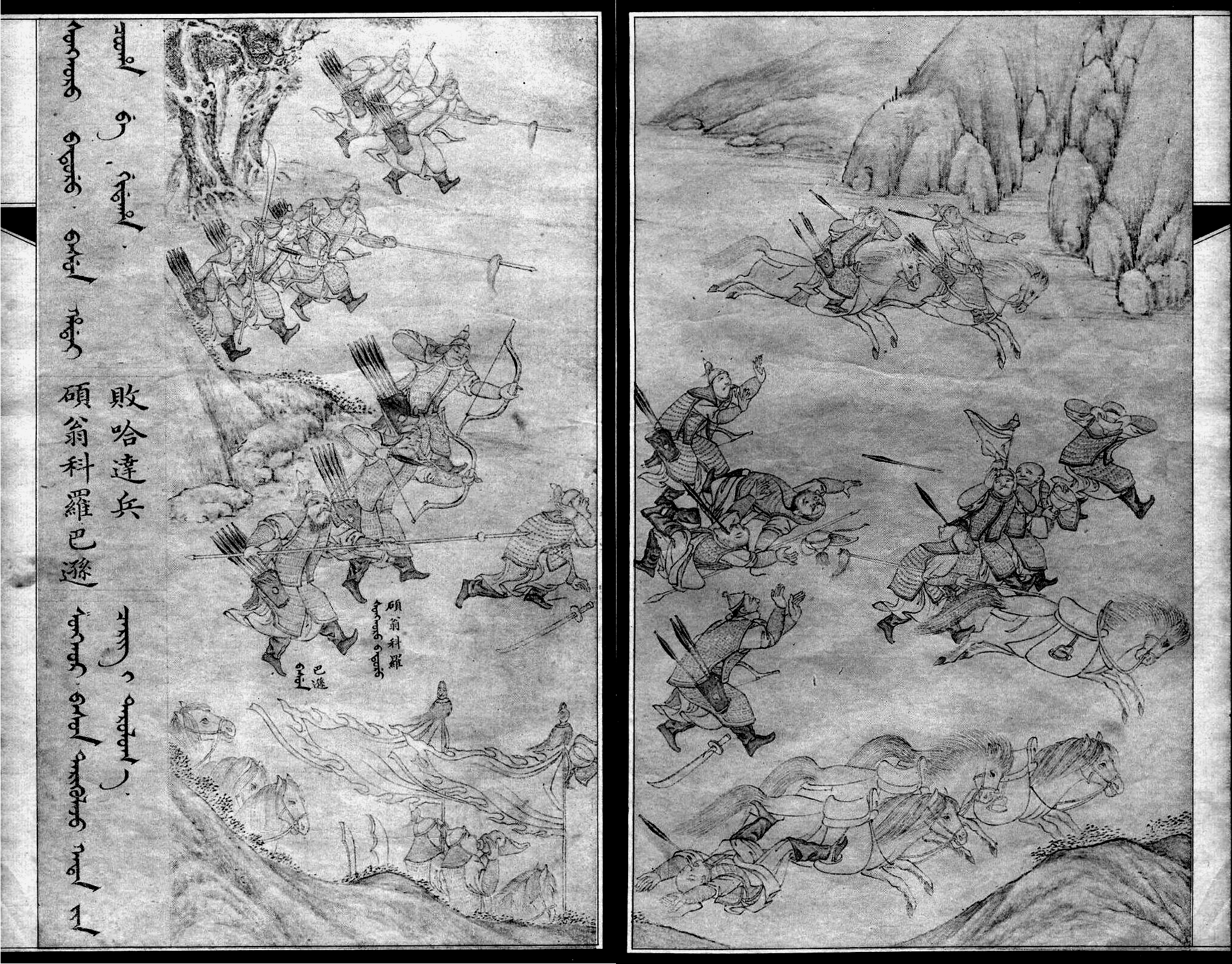
『滿洲實錄』巻1 「碩翁科羅巴遜敗哈達兵」
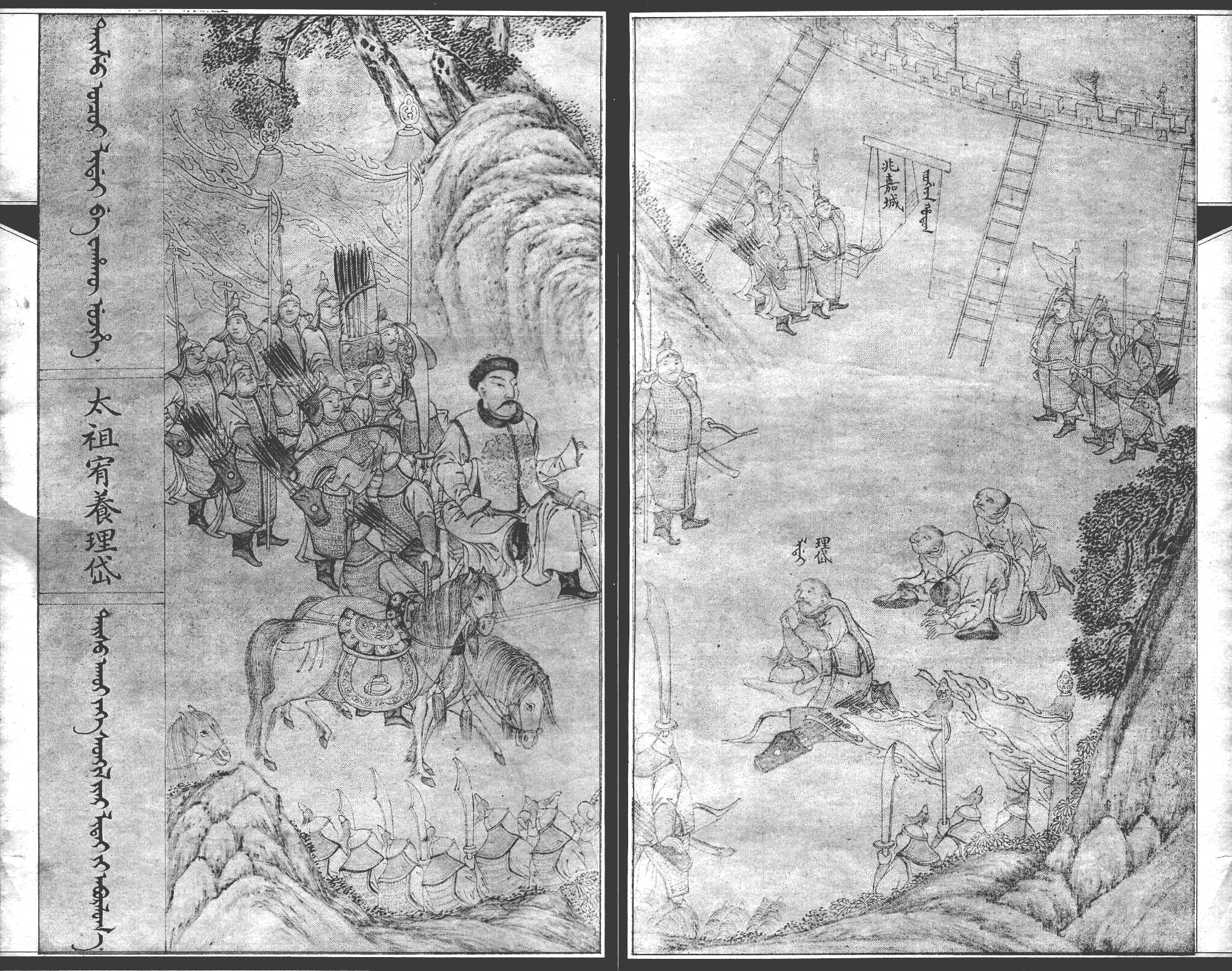
『滿洲實錄』巻1 「太祖宥養理岱」
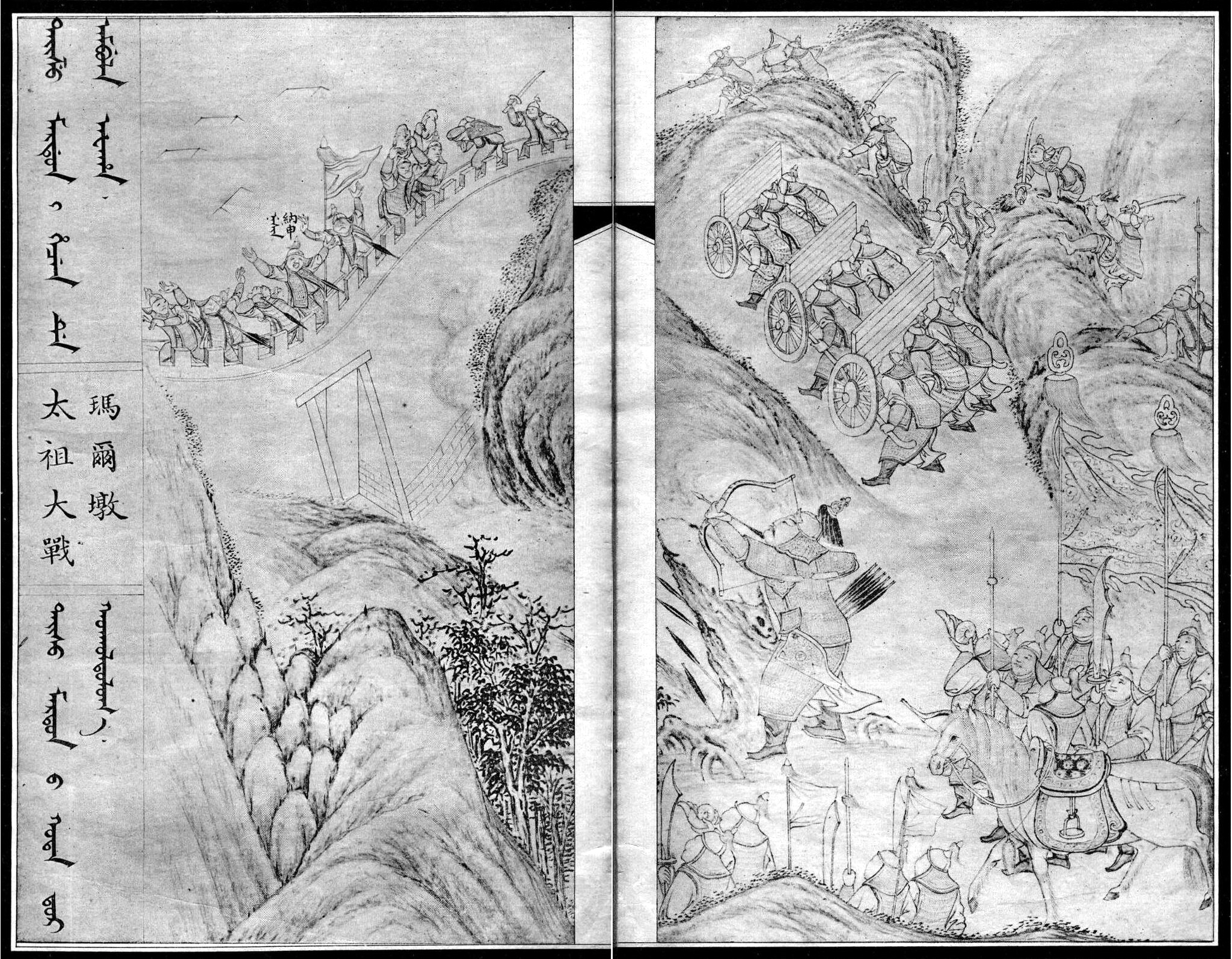
『滿洲實錄』巻1 「太祖大戰瑪爾墩」
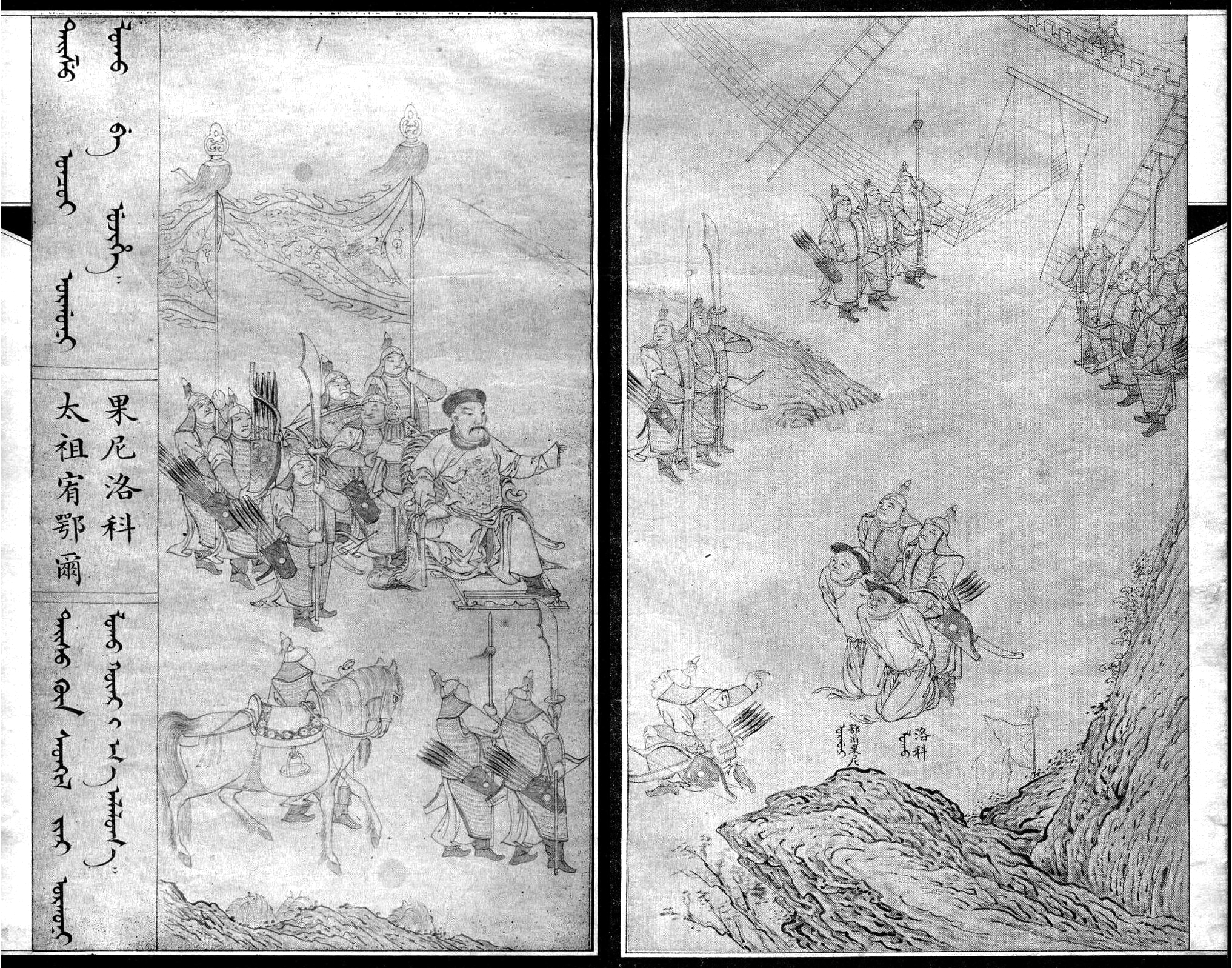
『滿洲實錄』巻2 「太祖宥鄂爾果尼洛科」
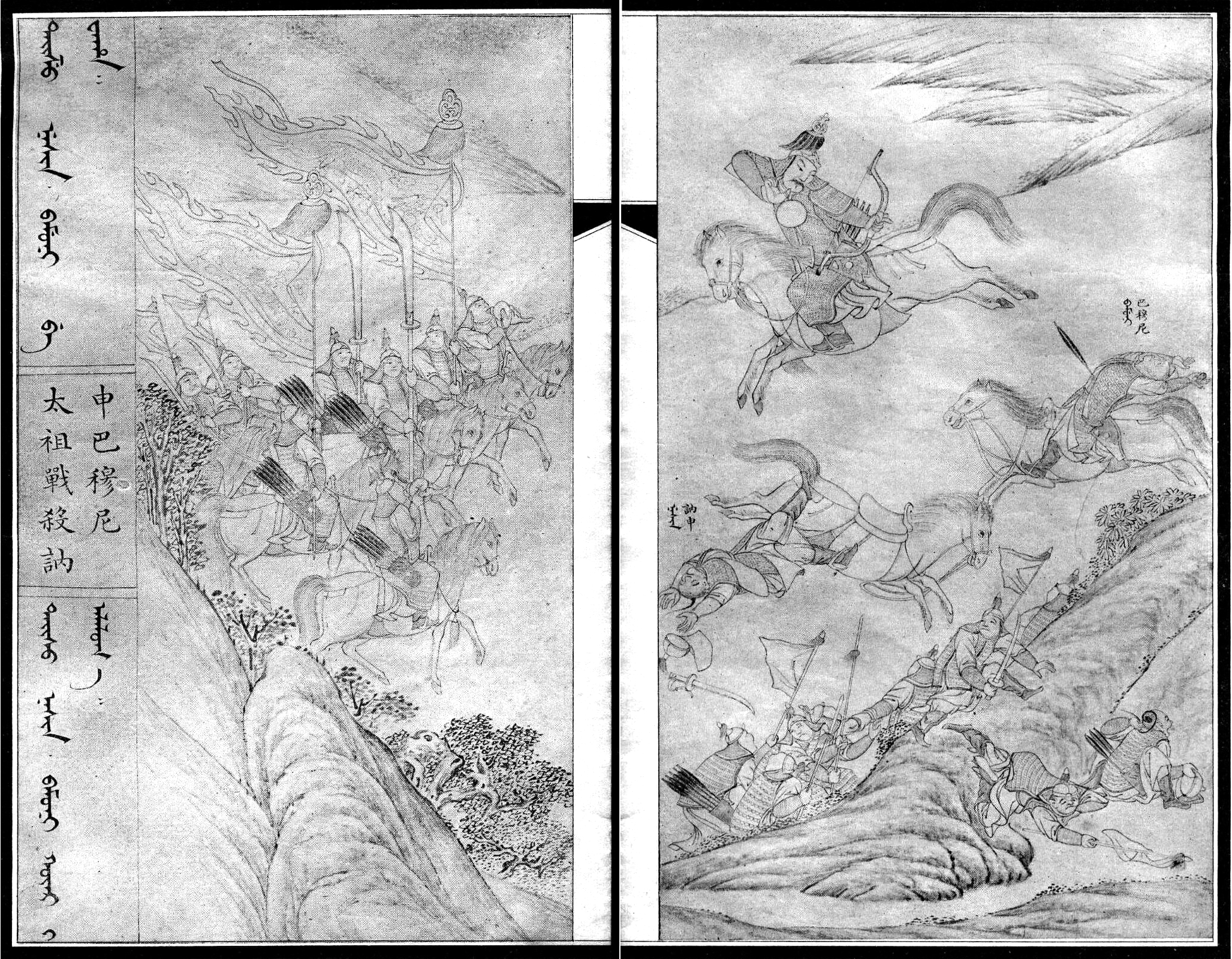
『滿洲實錄』巻2 「太祖戰殺訥申巴穆尼」
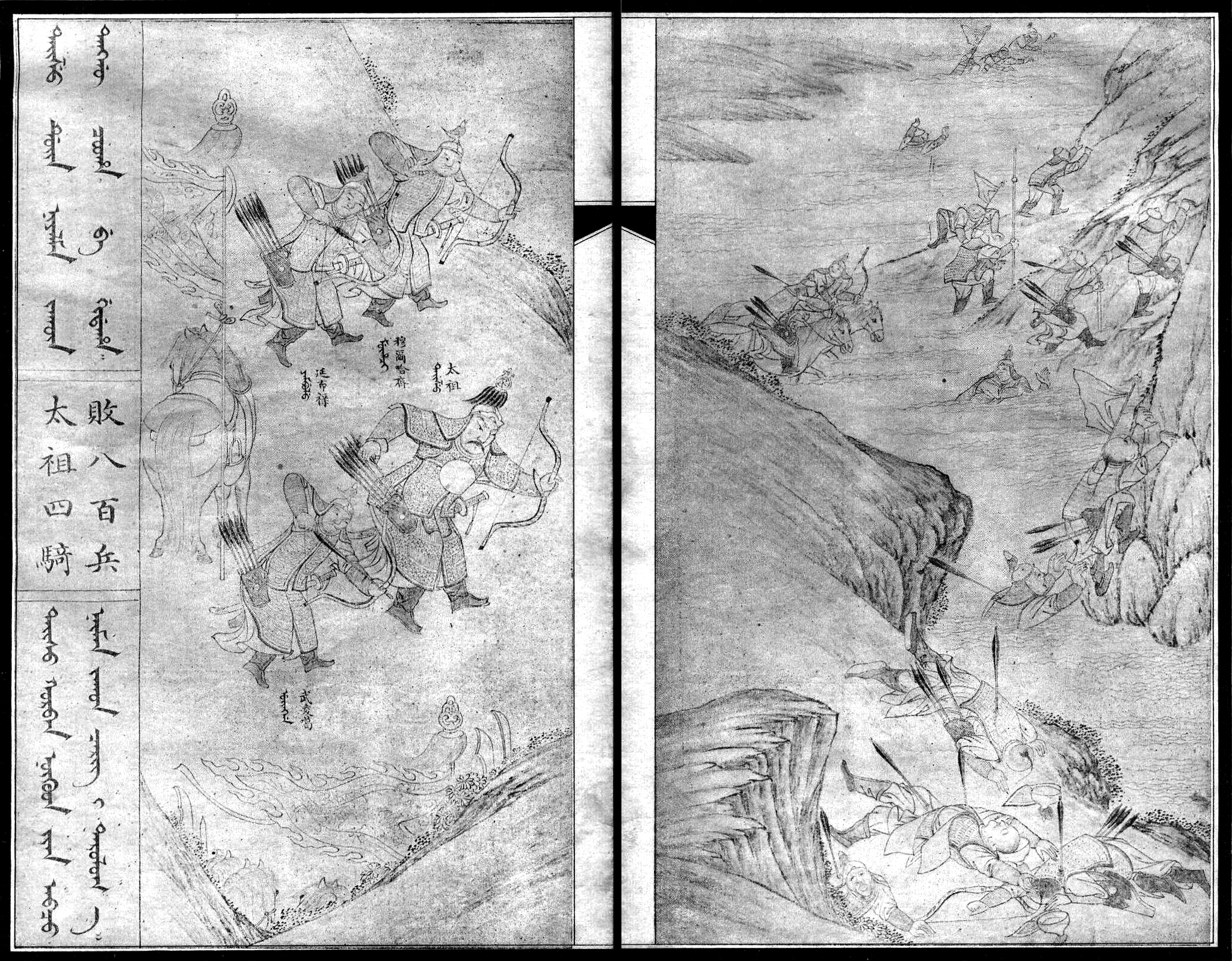
『滿洲實錄』巻2 「太祖四騎敗八百兵」
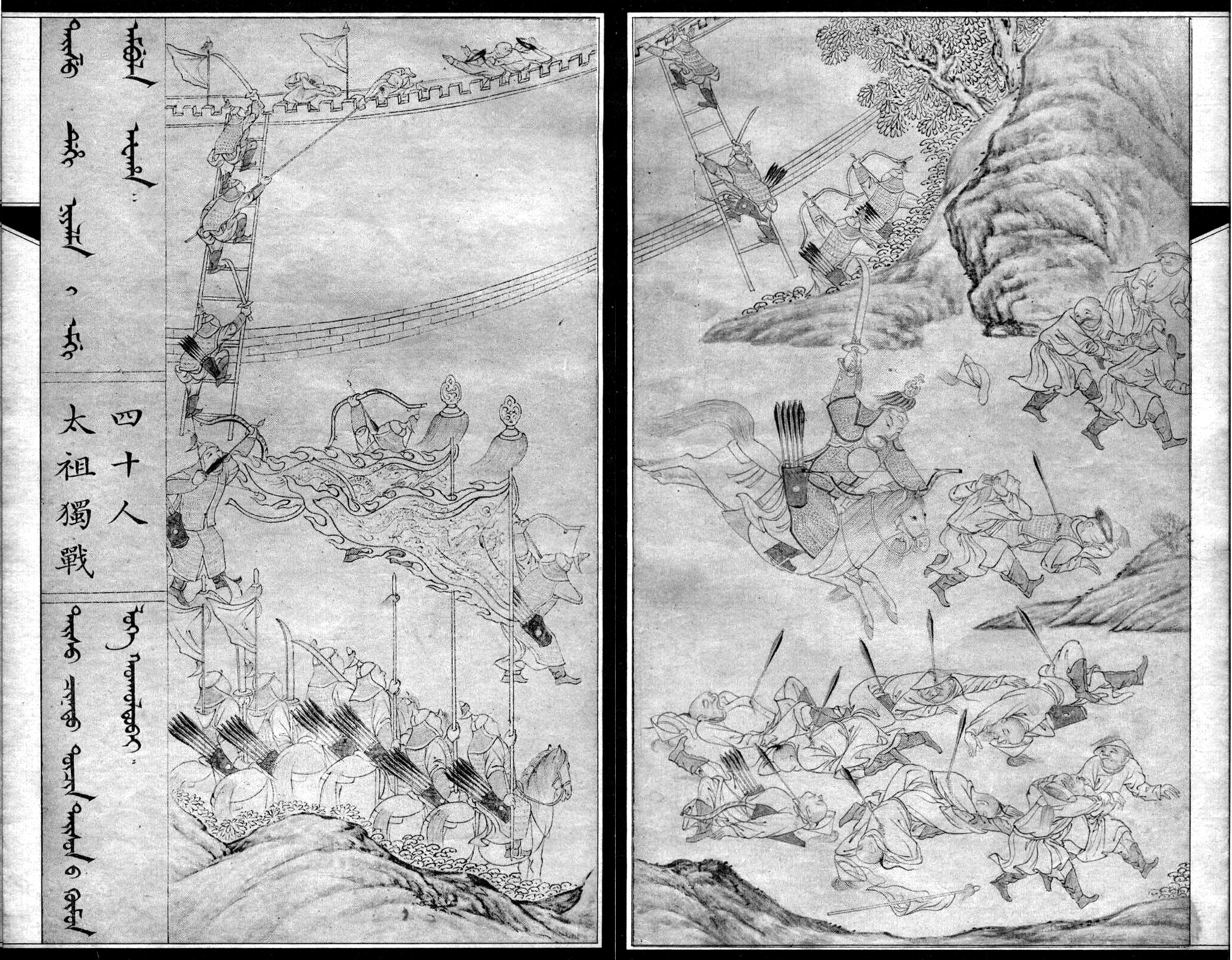
『滿洲實錄』巻2 「太祖獨戰四十人」
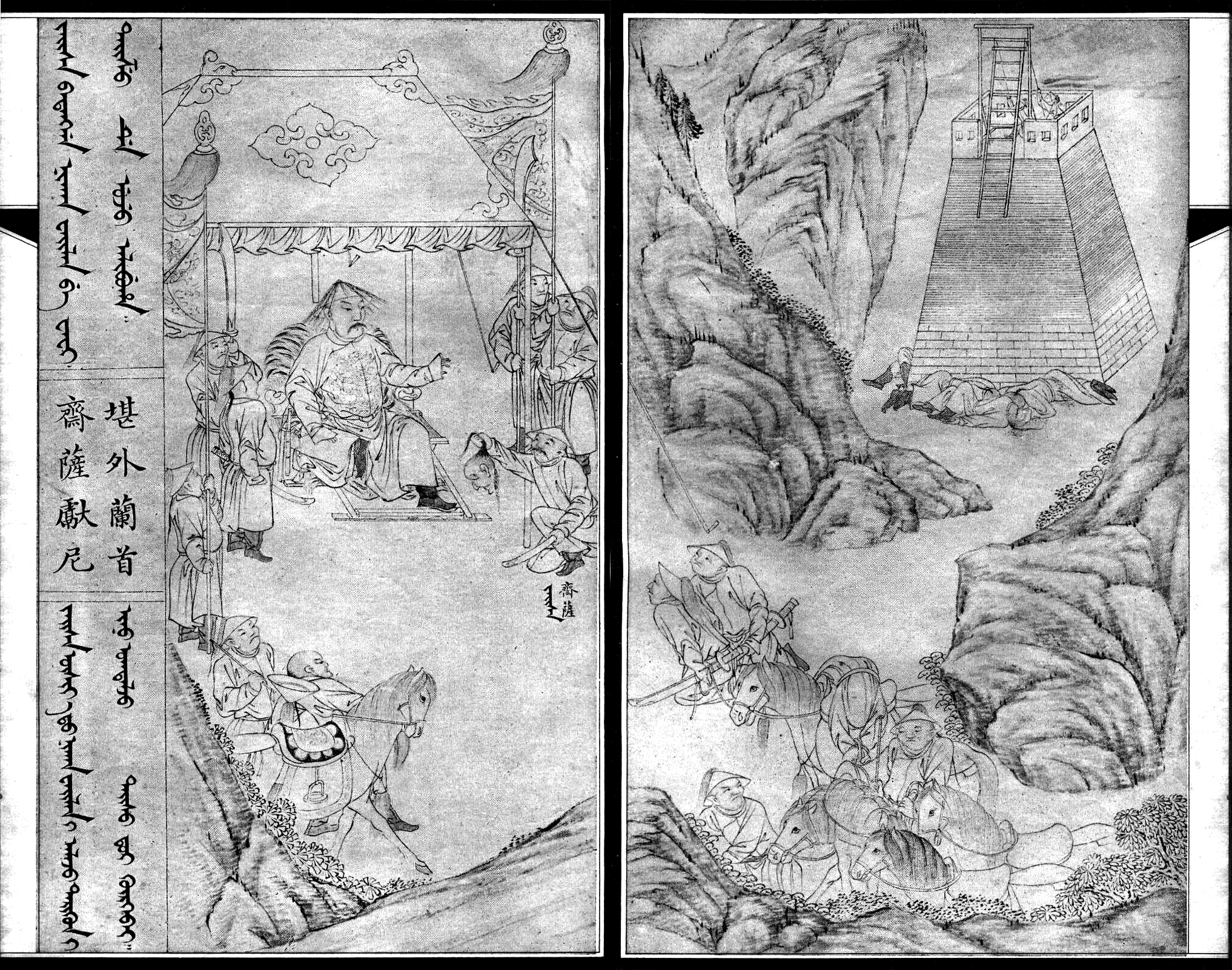
『滿洲實錄』巻2 「齋薩獻尼堪外蘭首」

#### 築城と建国
万暦15年1587、ヌルハチは自身初となる居城をフェ･アラに築き、法を定めて国政を敷いた。同年にジェチェン部へ侵攻して山砦に拠るアルタイを討伐し、続いてニョフル氏エイドゥに命じて渾河部のバルダ城を攻略させた。
同月、渾河部のドン城を攻略して城主ジャハイを生捕ったヌルハチは、第二代ハダ･ベイレ・フルガンの娘アミン･ジェジェを娶り、フルンと姻戚関係をもったことで勢力をさらに伸長させた。
其頃、スワン部からフョンドン、ドンゴ部からホホリ、ヤルグ部からフルハン (いづれも後金開国五大臣の一人) が、それぞれ属部を率いて帰順した。ヌルハチは入貢勅書500道を得て明との交易も栄え、国内は日にけに豊かになった。
万暦17年1589、ニングチンが拠るジョオギャ城における四日に亘る攻城戦の末、ようやく落城が間近に迫った。ところがヌルハチ軍の中に戦利品や人畜の所有を囲って争いが起こった。

ヌルハチは扈従の者に自らの鎧甲を着せて仲裁に向わせたが、仲裁者が当事者になって戻らず、その間に敵兵が形勢を立て直し、ヌルハチの族弟を殺しにかかった。やむを得ずヌルハチは未武装のまま救助に向かい、敵の額に矢を中て救出すると、ニングチンを斬伐した。

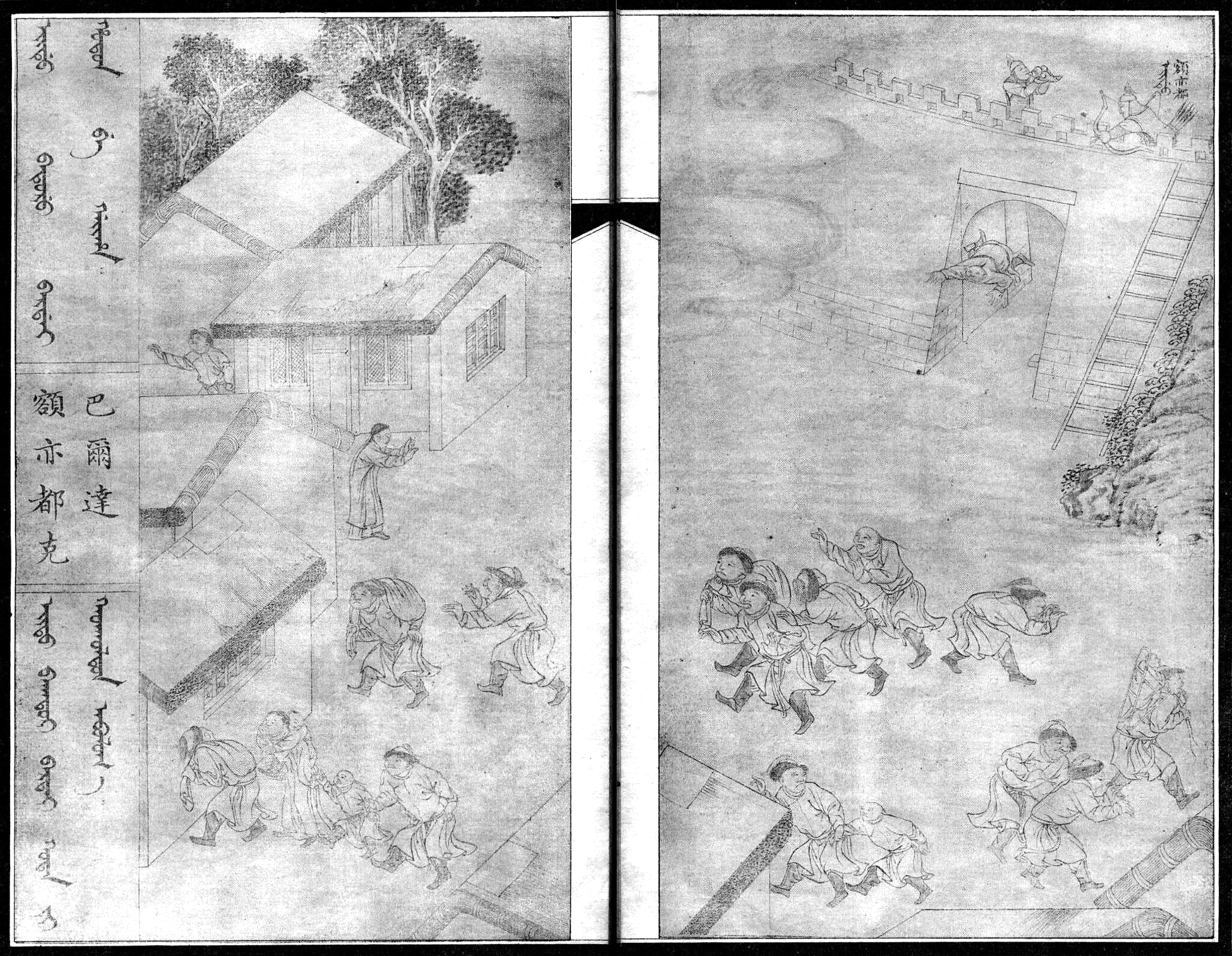
『滿洲實錄』巻2 「額亦都克巴爾達」
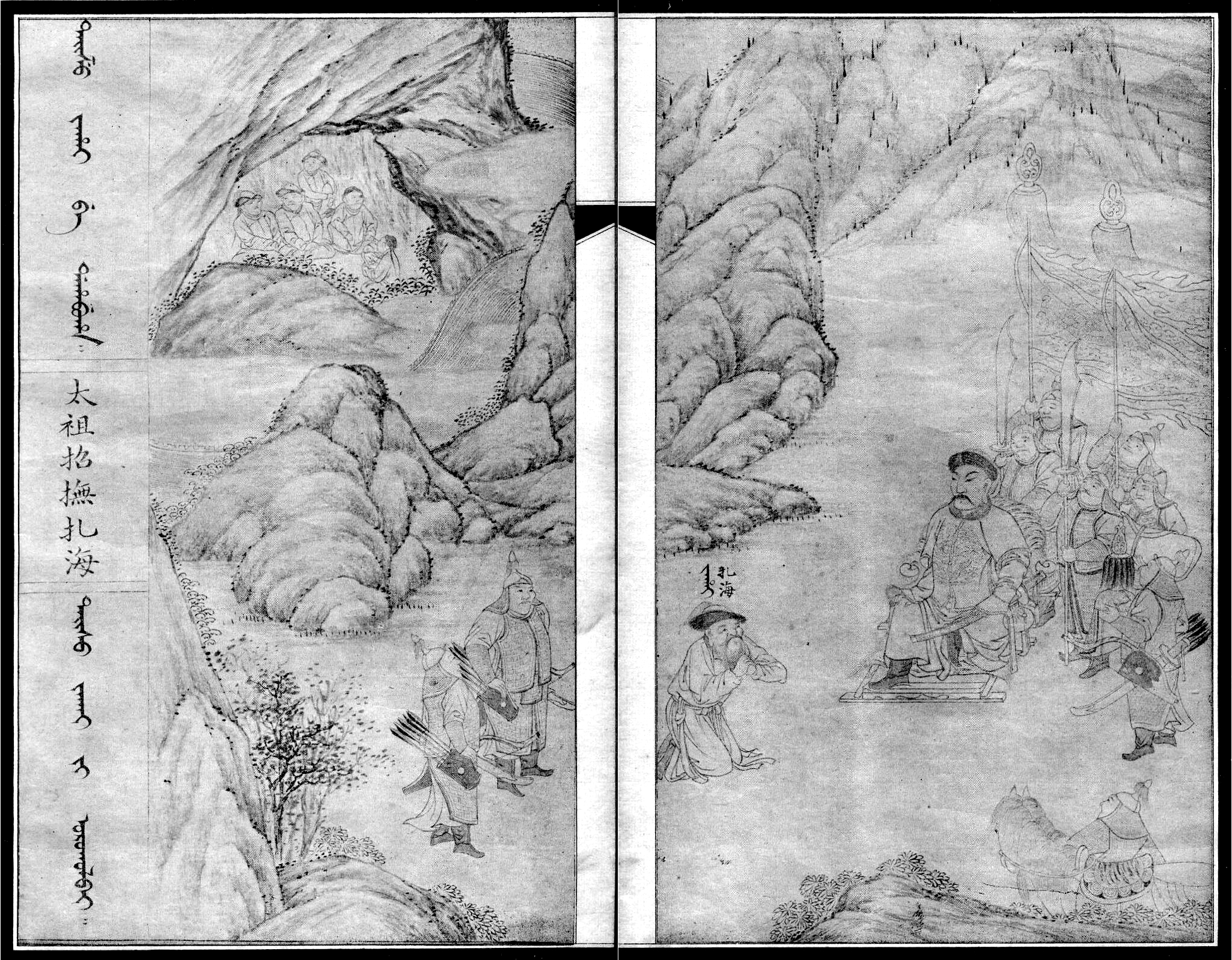
『滿洲實錄』巻2  「太祖招撫扎海」
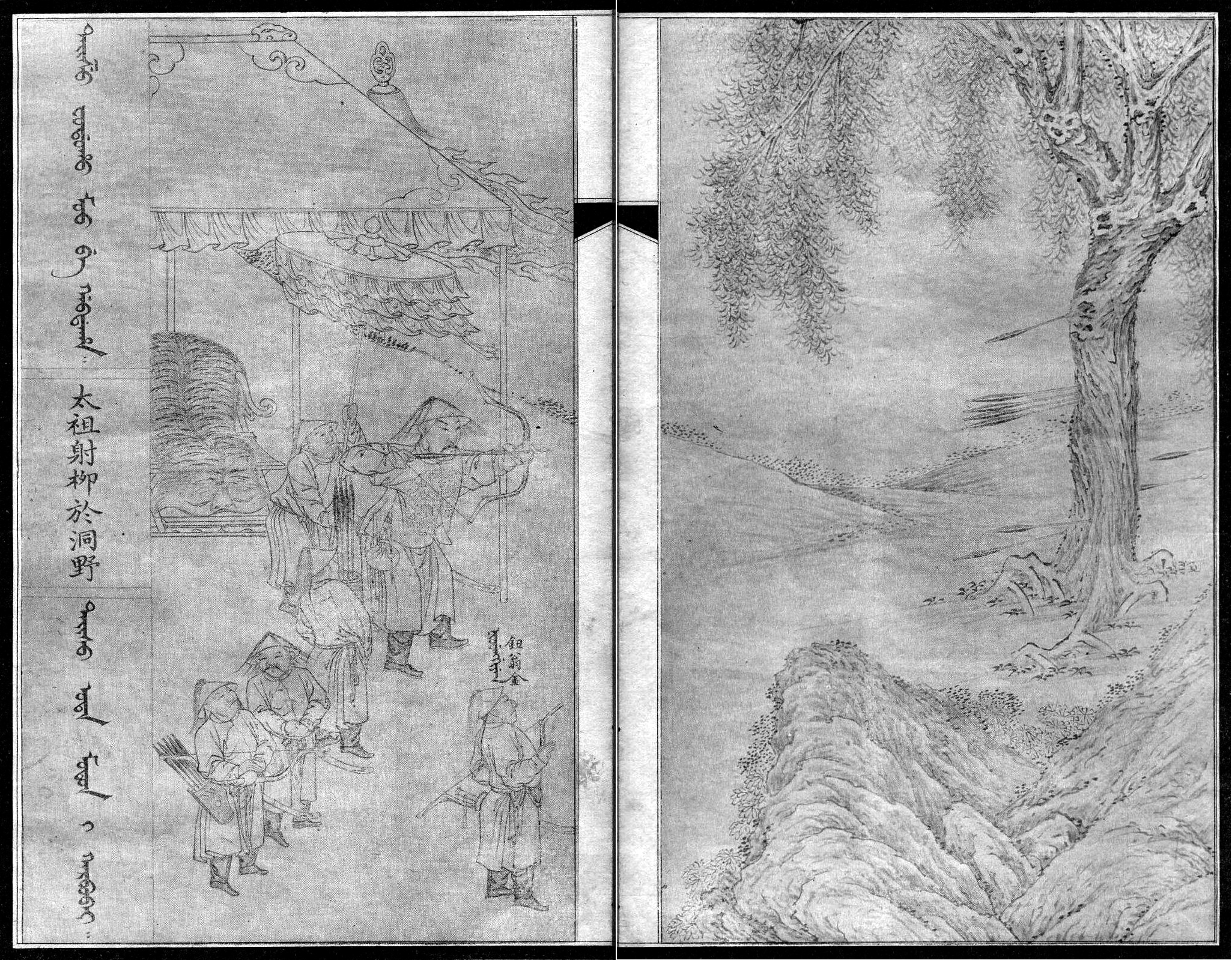
『滿洲實錄』巻2 「太祖射柳於洞野」
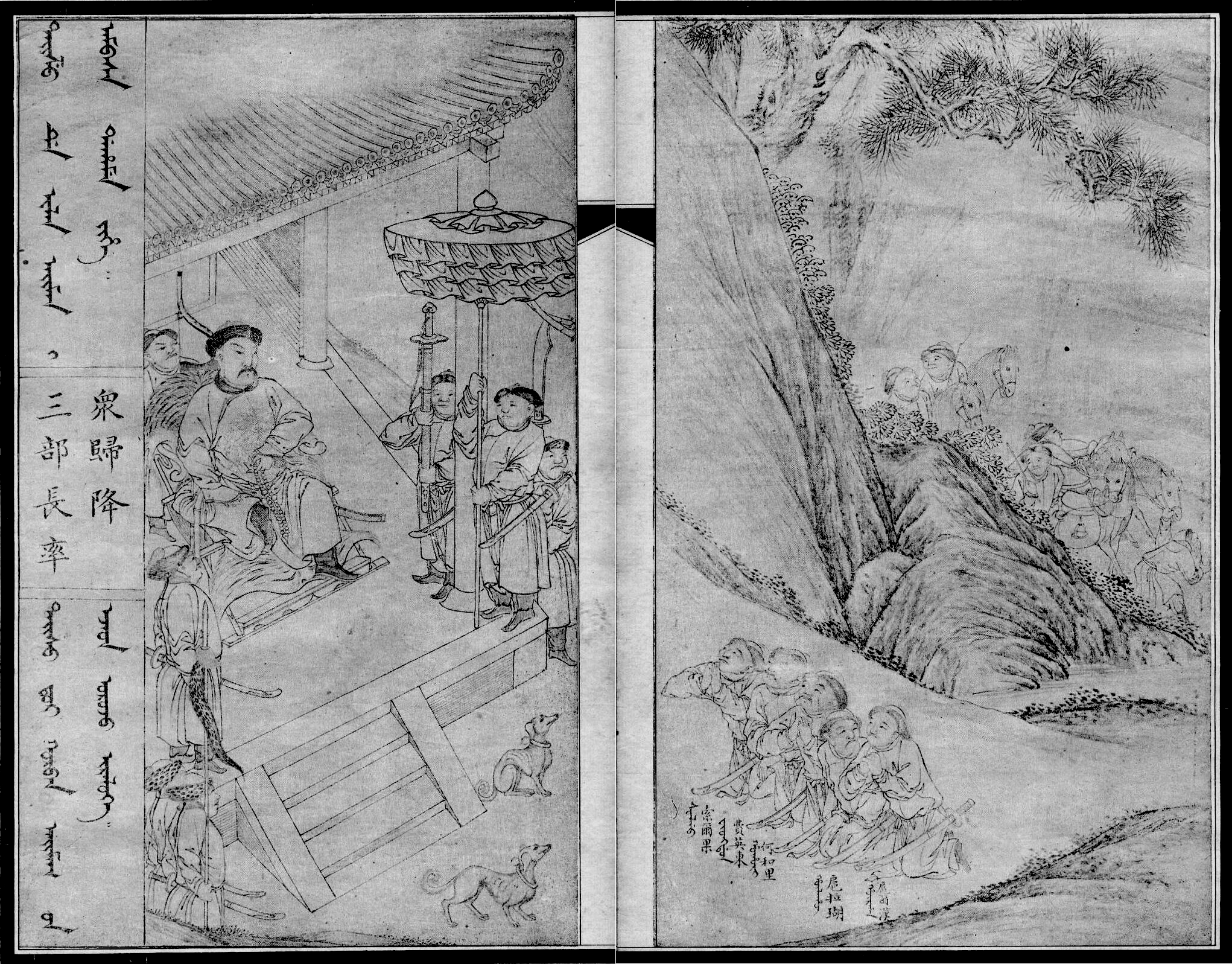
『滿洲實錄』巻2「三部長率眾歸降」
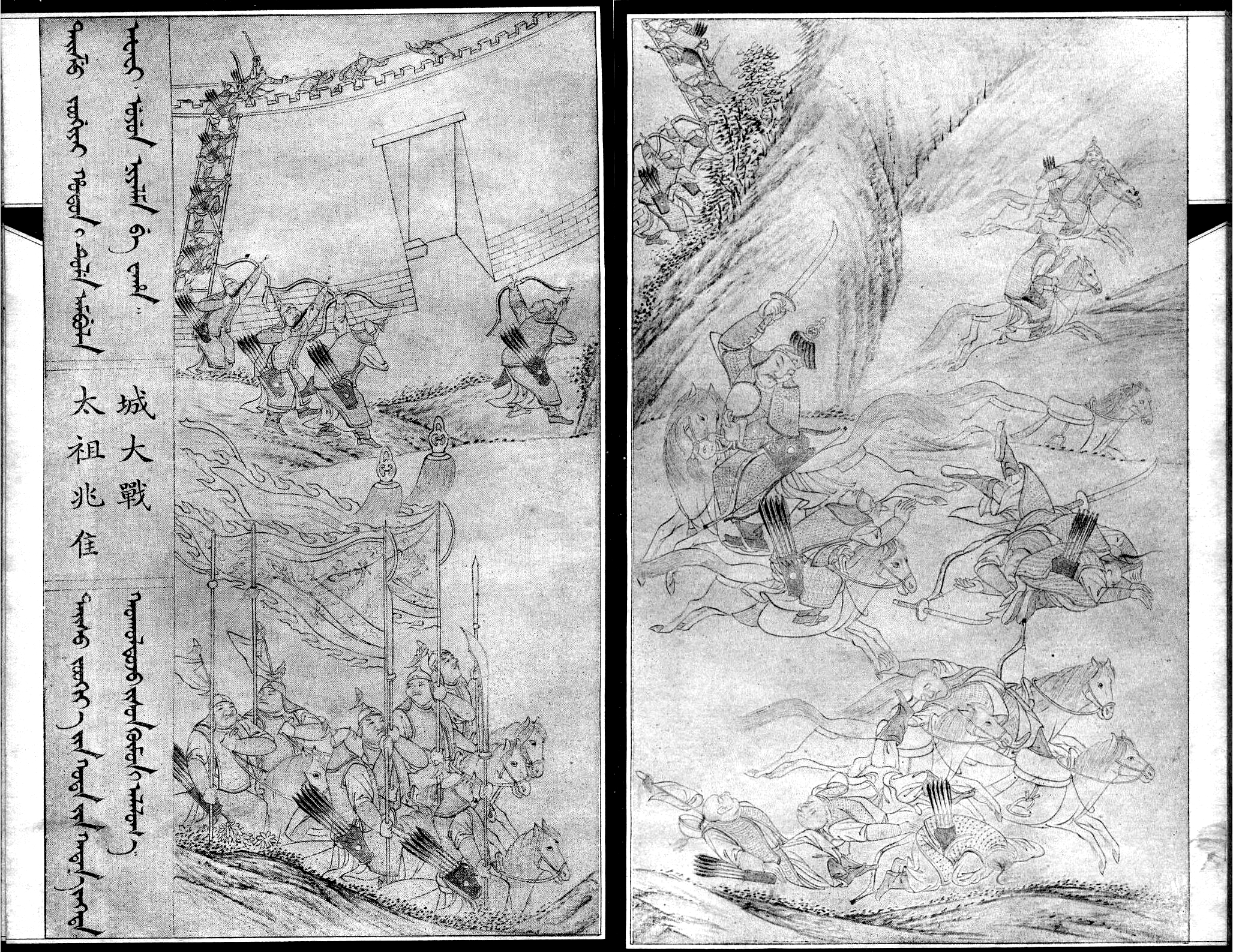
『滿洲實錄』巻2「太祖兆佳城大戰」
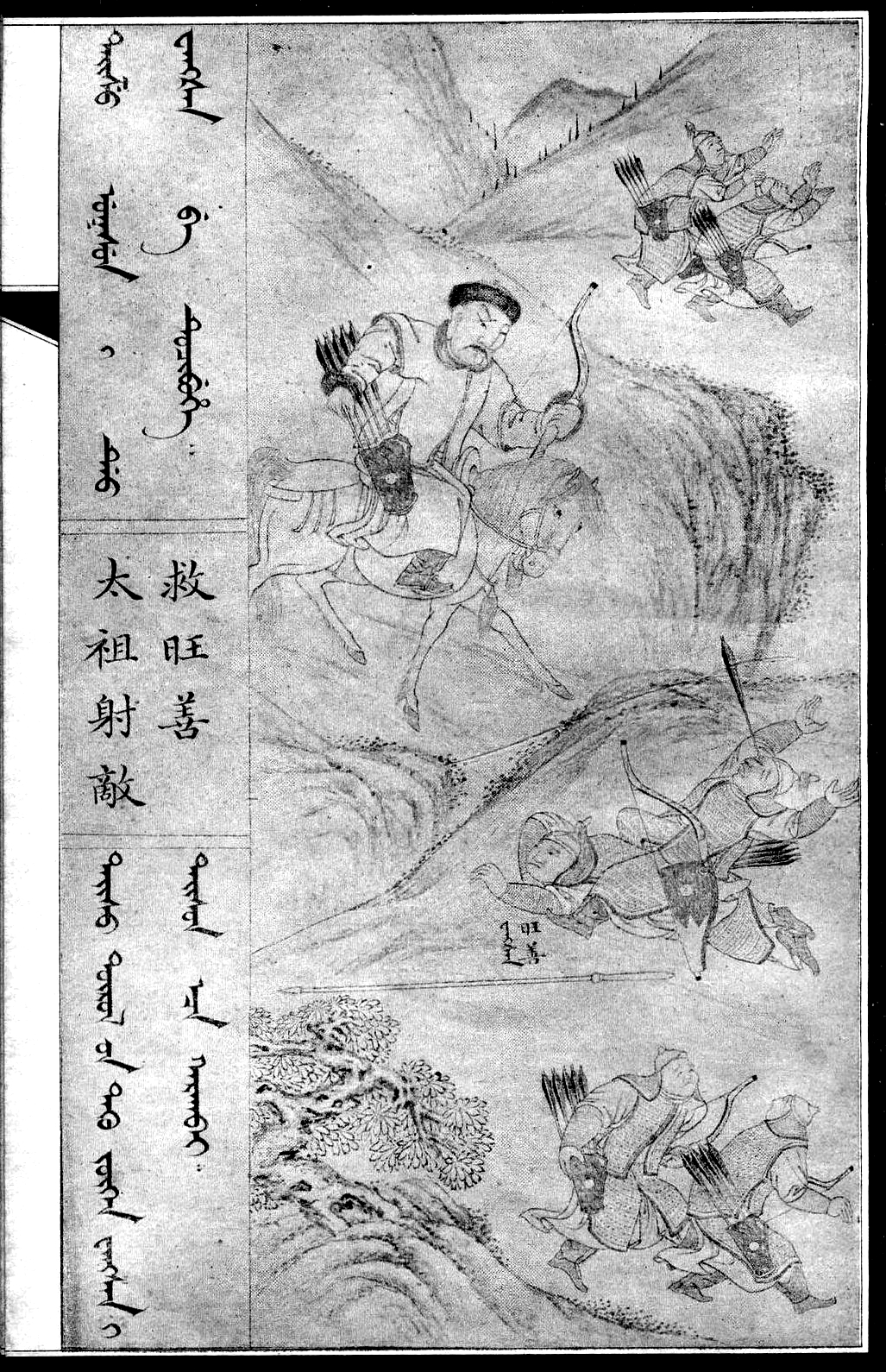
『滿洲實錄』巻2「太祖射敵救旺善」

### フルン併呑
建州女真を統一したヌルハチの次の目標は海西女真であった。海西女真も利害の対立から争いは絶えなかった。
1589年、海西女真のフルン四部の一つ、イェへの首長のナリムブルがフルンの盟主となった。ナリムブルは女真を統一しようとしてヌルハチに帰順を求めたが、ヌルハチはこれを無視して対立を深めた。
この時期の明は日本の豊臣秀吉による文禄・慶長の役への対応に忙殺されていたこともあり、女真への介入は少なかった。明と日本が戦っている間に女真の争いは頂点に達した。イェヘ部の首長のナリムブルは1593年6月、ハダ、ウラ、ホイファと連合軍を結成してマンジュ (満洲国) を攻めたが、待ち構えていたヌルハチに追撃されて大敗した。
同年9月、再びイェへ部の首長のナリムブルはハダ、ウラ、ホイファ、ジュシェリ（ᠵᡠᡧᡝᡵᡳ, jušeri, 珠舎里）部、ネイェン（ᠨᡝᠶᡝᠨ, neyen, 納殷）部、シベ（ᠰᡳᠪᡝ, sibe, 錫伯）部、グワルチャ（ᡤᡡᠸᠠᠯᠴᠠ, gūwalca, 卦爾察）部、ノン･ホルチン部と9部連合軍を結成し、3万の大軍を繰り出し、3方面からヌルハチを攻撃した (→「古勒山の戦」)。9部連合軍がマンジュ (満洲国) の城を攻めている間、スクスフ河 (蘇子河とも) 北岸のグレ (古勒) 山の山影にヌルハチ軍の精鋭を置き、ヌルハチはわずか100騎で奇襲して逃げ、連合軍が後を追うと、待ち伏せていたヌルハチ軍に包囲され大敗した。この戦いで、海西女真と建州女真の勢力が逆転する。これにより、女真の諸部族はヌルハチに従う者が多くなり、明はヌルハチに対し竜虎将軍の官職を授けた。なお、李成梁はこの2年前に汚職を弾劾され、更迭されている。

#### ハダ・ホイファ攻略
その後、アムール川周辺にあるフルハ部と朝貢関係を結んだヌルハチは、次にハダの攻略にかかる。ハダもまたイェへとマンジュの間で板挟みの状態にあった。1599年5月、イェへ部のナリムブルはハダを攻撃し始めた。ハダ部の首長のメンゲブルは人質と共にヌルハチに援軍の要請を送った。ヌルハチはこれに応じてシュルハチと2000の兵を差し向けるも、急遽自ら兵を率いてハダを攻撃して支配下に置き、メンゲブルを捕虜にした。その後、メンゲブルは妾と通じたという罪で死刑になる。ヌルハチはハダの住民を全てマンジュ国に連れ去り、ここに事実上ハダは滅んだ。
ハダは明の対女真対策の要地であり、これを滅ぼしたヌルハチに対して明は経済制裁をちらつかせるなどの圧力をかけた。そこでヌルハチは、メンゲブルの長男のウルグダイとハダの住民を元の地に帰したが、イェへ部のナリムブルがハダへの侵略を繰り返したために、結局ハダの住民はマンジュ (満洲国) に戻されることになった。ウルグダイはその後ハダの地を踏むことなく、ヌルハチの忠臣となって活躍した。
1607年、ホイファも内乱に乗じてヌルハチに制圧され、滅亡を迎えた。この前年に日本 (豊臣) 軍が撤兵したこともあり、明はようやくヌルハチに危機感を抱き始め、海西女真のイェヘ部の後押しをすることでヌルハチに対抗しようとした。

#### ウラ攻略
グレ山の戦役でヌルハチ軍の捕虜となったブジャンタイは、兄マンタイ死亡により情勢が変わったことを承け、ヌルハチの援助を得てウラ国主ベイレに即位した。当初のブジャンタイはヌルハチに服従する姿勢をみせ、通婚によりヌルハチとの関係を改善していったようにみえたが、次第にイェヘと結んで反ヌルハチへと傾いた。
萬曆35年1607、ブジャンタイによる加虐を理由にワルカ部のフィヨ部落がヌルハチへの帰順を試みると、フィヨ領民の移送のため派遣されたヌルハチ軍とそれを阻止するウラ軍とが、李氏朝鮮領内の烏碣岩で衝突した。惨敗したウラ軍は将兵を大量に失い、同地域からの後退を余儀なくされた。さらにヌルハチがウラの弱体化につけこみ、難攻不落のイハン山要塞を陥落させると、慌てたブジャンタイは媾和を求めた。
一方、烏碣岩の戦役を経てヌルハチ・シュルハチ兄弟の対立は決定的となった。ヌルハチは、戦場における消極的姿勢を以てシュルハチから軍の統帥権を剥奪し、実質的な軟禁状態に置いた。シュルハチは軟禁生活に不満を募らせ、長子・三子らと謀ってヌルハチの羈縻を脱し、新天地に活路を見出そうとしたものの、萬曆37年1609、それを知ったヌルハチにより長子と三子が誅殺され、家財を差し押さえられた為に帰還を余儀なくされた。ヌルハチの羈縻下に戻ったシュルハチとヌルハチの関係が旧に復するはずもなく、萬曆39年1611、シュルハチは享年48歳で死去した。清側の史料にシュルハチの死に関する経緯はみいだせないが、明や朝鮮側の史料はヌルハチによる謀殺としている。
ブジャンタイは叛服常なく、ヌルハチが征服したクルカ部の部落を奪回し、さらにヌルハチが聘えたイェヘの王女を横取りしようと画策した挙句、ヌルハチから降嫁された妻に鏑矢を放った。シュルハチを排除したヌルハチはウラ討滅に舵をきり、萬曆40年1612、親ら兵を率いてウラ居城周辺の要塞を片端から攻め落とした。ブジャンタイはまたも媾和を求めたが、翌41年1613に妻を幽閉しようとしたことがヌルハチの知るところとなり、ウラ居城を攻め落とされ、兵も失い、単身イェヘに亡命した。国主を失ったウラ領民はヌルハチに帰順し、ウラは滅亡した。フルン勢力でのこるはイェヘ一国となった。

### 後金の建国、明との戦い

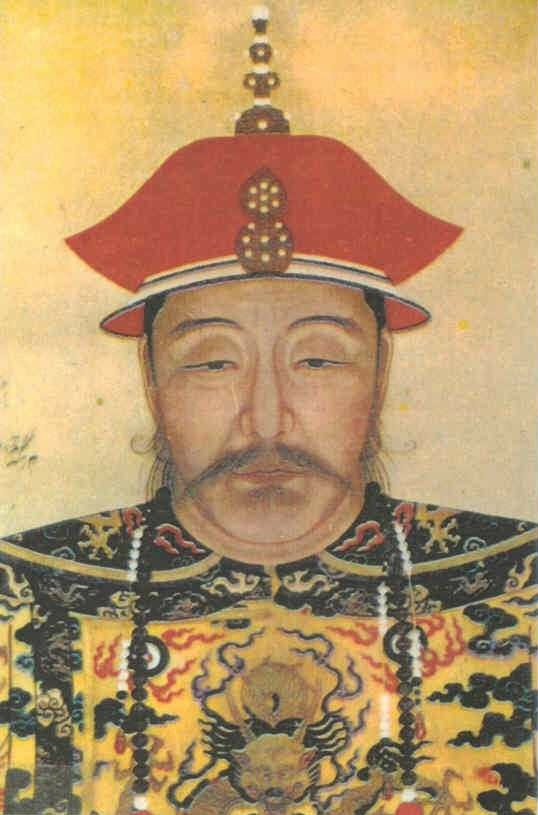
ヌルハチ

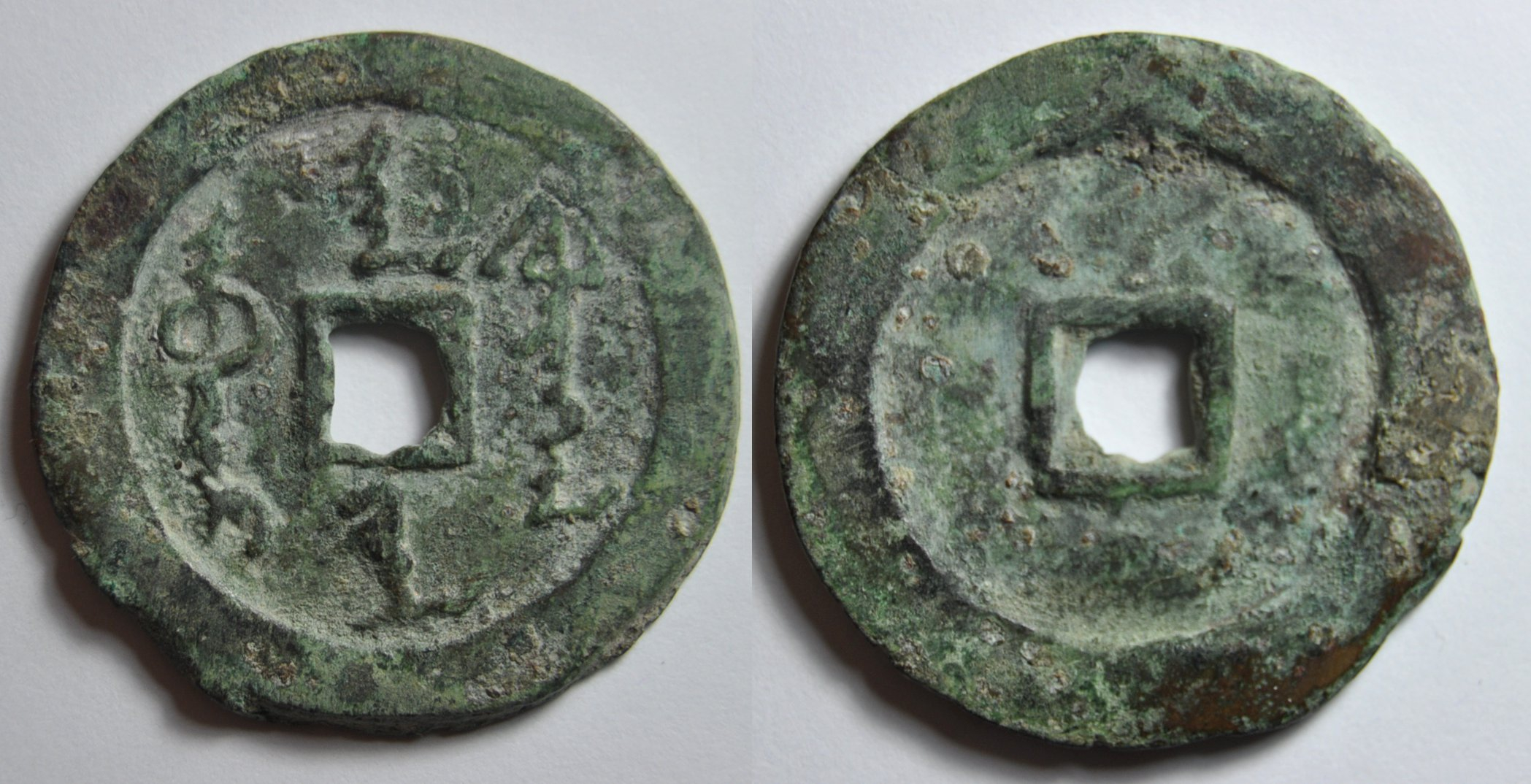
ヌルハチ時代に鋳造された銅銭。無圏点満州文字でabkai fulingga han jiha(天命汗銭)と書かれている。

万暦44年（1616年）、ヌルハチは本拠地ヘトゥアラ（ᡥᡝᡨᡠ
ᠠᠯᠠ, hetu ala、赫図阿拉）でハン（ᡥᠠᠨ, han、汗）の地位に即き、国号を金（後金、aisin）、元号を天命（abkai fulingga）とした。前後してエルデニ（ᡝᡵᡩᡝᠨᡳ, erdeni, 額爾徳尼）とガガイ（ᡬᠠᡬᠠᡳ, g'ag'ai, 噶蓋）に命じ、モンゴル文字を改良した満州文字（無圏点文字）を定めた。また、八旗という軍事組織を創始した。このことで、満州人が勢力を拡大する基盤が固められた。
天命3年（1618年）、ヌルハチは「七大恨」と呼ばれる檄文を掲げ、明を攻めることを決定した。この文書の中には、明がイェヘに加担して満州を攻撃すること、祖父のギオチャンガと父のタクシが明に誤殺されたことなどが書かれている。同年、ヌルハチは明の庇護を受けていたイェへ周辺の諸城を攻撃し始めた。李永芳が守る撫順城は兵1000人ほどだったが、ヌルハチは女真人を馬市に参加させて李永芳に通知し、隙を狙い撫順城を攻めて李永芳を投降させた。ついでに清河城が陥落した。
同日に東州、マゲンダン(magendan、馬根丹)など500箇所を陥落させた。1619年4月29日、明はイェヘ部と朝鮮の兵を配下に47万と総大将に楊鎬を置き、軍を杜松軍3万、馬林軍1万5千、李如柏軍2万5千、劉綎軍1万の4つに分けて、4路からヌルハチの居城であるへトゥアラに侵攻させた。北は馬林軍1万5千とイェヘ軍1万、西は杜松、保定総兵王宣2万5千、東は李如柏軍2万5千、南は劉綎軍2万8千で攻めた。こうして、撫順近くのサルフ（ᠰᠠᡵᡥᡡ, sarhū, 薩爾滸）において、10万を号する後金軍と激突した (→「サルフの戦い」)。なお、「号して」とした場合、およそ実数は半分といわれる。ともあれ数の上では後金軍の不利であったが、明の将軍が功を焦って突出したため各個撃破できたことと、戦闘中に砂塵が舞い上がり、これに乗じて明へ奇襲をかけることができたことなどが幸いし、後金が大勝した。明に大勝したヌルハチは、サルフの戦いから5カ月で長年の宿敵のイェへを統合し、悲願であった全女真族の統一に成功した。

### 遼東を巡る戦いと晩年
サルフの戦いの後の1619年6月、楊鎬に代わって遼東経略に就いたのは熊廷弼であった。その頃にはサルフでの勝利とイェへの滅亡により、遼東における後金の有利は決定的であり、兵士の士気も低かったため、鉄嶺は既に落ちており、モンゴルもヌルハチを恐れて明に就こうとしなかった。治安も悪く、農民も離村して社会混乱を起こした。そこで熊廷弼はあえて守勢に回り、軍備を整え、軍律を厳守して18万人の兵で守りを固め、朝鮮と連携するなどヌルハチを牽制した。この方針により農民は耕作を再開したが、中央政府の目からは消極策に映り、熊廷弼は更迭された。
この時期はヌルハチの側も、戦後処理での戦功の配分や朝鮮との通商停止、モンゴルの中立化など様々な国内問題を抱えており、1620年まで積極的な戦争を仕掛けられなかった。
熊廷弼の後任には袁応泰が就いた。袁応泰は消極的と批判された熊廷弼を反面教師として、撫順と清河を奪い返す計画を立てたが、それに先んじてヌルハチは瀋陽を強襲した。1620年2月にジャイフィヤンからサルフへ遷都していたヌルハチは、瀋陽城をあっという間に陥落させた。ヌルハチは挑発を繰り返して城の守将の賀世賢を誘い出し、深追いしたところを包囲して戦死させた。大砲と銃で守られていた城をこれだけ素早く攻略できたのは、賀世賢に不満を持っていたモンゴル人が後金に内応して中から城を開いてしまったからだと言われる。
この時、袁応泰は陳策に瀋陽へ援軍に行くよう命じたが、陳策が駆けつけた時には既に城は落ちていた。陳策は引き返そうとしたが部下に止められ、勝ち目がないとわかりつつ進軍した。迎えたヌルハチは追撃して明軍をほとんど戦死させた。3月8日、袁応泰は兵を遼陽城に集めて防備を固めた。城が堅いと認識したヌルハチは、山海関に兵を進めるよう見せかけた。袁応泰はヌルハチの計略を見抜けず、5万の兵を出して野戦で交戦してしまい敗北した。
その後、後金軍は遼陽城を攻めたが、攻城は困難だった。そこで、東の入水口を土濠で塞ぎ、排水口を開こうとした。すると明兵が出てきて両軍が激突した。橋を奪取した後金軍は、梯子をかけて城に侵入した。もはやここまでと袁応泰は自害した。城を得たその日のうちに、ヌルハチは遼陽に居を構えた。明、朝鮮、モンゴルに近く、建築資材を川に流せば資源に欠かさず、山に獣、川に魚が多く食料も欠くことがないとしたためであった。1625年に正式に遷都を決定し、重臣たちの反対を押さえてこれを決行した。瀋陽と遼陽の2大重要拠点を獲得したヌルハチであったが、この2つの戦いは後金にとっても大きなダメージを残した。一方で、瀋陽と遼陽を失った明政府には大きな動揺が起こり、以前は遼東を無難に治めていた熊廷弼の再任が強く推されるようになった。
1621年5月、朝廷に召還された熊廷弼は「三方布置策」という遼陽奪還策を提言した。三方布置策とは
- 広寧には騎馬・歩兵部隊を置いて守りを固める。
- 天津と山東半島の登州・萊州に水軍を設け、隙をついて遼東半島を攻撃する。
- 遼東経路は山海関を本営として全般の指揮を執る。

そうすれば後金は故郷の本拠地が気になり兵力が分散され、その間隙を縫って遼陽を回復するという作戦である。また朝鮮と連携を取ることを進言した。時の皇帝天啓帝はこれを採用し、熊廷弼を経略に起用する。しかし、熊廷弼は遼東巡撫王化貞と意見が衝突することが多く、また王化貞が兵を自由に動かせる権限を持っていたため統一した戦いができなかった。加えて王化貞は軍事知識に乏しく、大言壮語して後金を侮っていた。その上、明が指針としていた熊廷弼の三方布置策も、王化貞配下の毛文龍が後金から鎮江を奪還してしまったことで崩れた（鎮江の戦い）。
1622年1月、ヌルハチは2人の指揮官が争っていた時に、重要拠点の一つである広寧を5万の大軍で攻めた。広寧城は堅いのでまず西平堡を攻め、明軍を誘い出して野戦に持ち込んだ。王化貞に派遣された劉渠は戦死、孫得功は剃髪してヌルハチに降伏した。またこの戦いに勢いづき、遼河以西40の城を落とした。さらに、遼西で略奪をして遼東の食料不足を解消した。大勝利であったが、この戦いで孫のエセンデリを失った。王化貞は速やかに逃げて熊廷弼と合流し、山海関に退却した。後にこの責任を問われ、1632年に死刑に処されている。また熊廷弼は同じく責任を問われ、王化貞に先んじて1625年に死刑になった。この頃、ヌルハチは毛文龍のゲリラ攻撃にも苦しめられ、一方で後金領内の漢人との文化的な軋轢もあり、国内問題に対応した。
天命11年（1626年）、連戦連勝のヌルハチは、明の領内に攻め入るために山海関を陥落させようとした。ところがその手前の寧遠城（現在の興城市）に、将軍袁崇煥がポルトガル製大砲の紅夷大砲を大量に並べて後金軍を迎え撃った（寧遠の戦い）。
袁崇煥の名声を聞いたヌルハチは、降伏勧告をして高位につかせると約束したが、袁崇煥ははねつけた。明軍はわずか1万人ながら、遼人をもって遼を守る防衛策で農民を登用・総動員し、袁崇煥は援軍が来ると言い続けて士気を鼓舞した。明軍の徹底抗戦に後金軍は散々に討ち減らされ、退却した。この戦いはヌルハチ最初にして最後の挫折と言えた。しかしこのまま引き下がると権威が失墜すると恐れ、ヌルハチは覚華島を攻撃し、食料と軍船2千を焼いた。この戦いの中で、ヌルハチは背中に傷を負い、8月11日に崩御した。宝算68であった。遺体は瀋陽の東の郊外の福陵に葬られた。
ヌルハチは生前に後継者を定めなかったため、崩御後に紛糾したが、皇八子のホンタイジが後を継ぐことになった。

## 後継者問題
ヌルハチが還暦を過ぎると、宮廷でも内紛が勃発した。宮中では、ヌルハチの養子や婿が不可解な処罰を受けたり処刑された記録が残っている。
最初に後継者とされたのはチュイェンであった。生母はアムバ・フジン（ᠠᠮᠪᠠ
ᡶᡠᠵᡳᠨ , amba fujin、正妃）のトゥンギャ氏で出自は申し分なく、生来豪胆で17歳の時から戦争に参加して「フン・バトゥル（hūng baturu, 洪巴図魯）」の称号を得た。勇猛果敢という意味である。だが、チュイェンは1615年8月に処刑された。チュイェンは太子となるとすっかりハン気取りで弟や老臣に対して威張るようになった。また「長兄の言うことを聞き、内輪の話は父王の耳に入れては行けない」「父王亡き後、先に分配した財産を分割しなおし、また関係の良くない大臣や弟を排除する」と公言するようになった。そこで不安に思った大臣と弟たちはヌルハチに直訴した。ヌルハチがチュイェンを戒めても態度を変えないので、ついに太子を廃し、幽閉した。戦の敗北の責任を負わされたとも言われている。チュイェンはその後、ヌルハチや弟たちを恨み、呪詛や陰謀を企てた。それを耳にしたヌルハチはついに彼を処刑した。
ヌルハチの死後、後継者が決められていなかったので、八旗の権力者の四大王（ダイシャン、アミン、マングルタイ、ホンタイジ）、四小王（アジゲ、ドルゴン、ドド、ジルガラン）から選ばれることになった。ヌルハチの遺命でアジゲ、ドルゴン、ドドの生母のアバハイが殉死しており、これは3兄弟の勢力を抑えるためだったとも言われている。
結局、四大王の中から後継者が選ばれるようになった。アミンはヌルハチの弟シュルハチの息子で、勢力が他の大王と比べて低かった。次男のダイシャンは兄のチュイェンと同じように戦功を立て、明征伐でも多くの戦績があった。正紅、鑲紅二旗を持つホショイ・ベイレ（ᡥᠣᡧᠣᡳ
ᠪᡝᡳᠯᡝ, hošoi beile, 和碩貝勒）筆頭で、しかも2人の息子のヨト、ショトも成人しており、一家に勢いがあった。しかし、ダイシャンも太子にはなれなかった。理由は3つあった。
- ヌルハチの正妃フチャ氏との曖昧な関係。
- サルフでの居住地を決める際に、ダイシャンは息子の方が待遇が良いと言い争った。面倒になったヌルハチは自分の居住地をダイシャンに与えた。
- 次男ショトに関して不倫や明への逃亡など様々な噂を聞いたダイシャンは、ショトを処刑しようとした。しかしショトは無実であった。ヌルハチには無実の者を処刑したり、佞臣を登用する人物と思えたのだろう。

ホンタイジはこの問題を蒸し返し、ダイシャンの品性とフチャ氏、その息子のマングルタイも批判した。ダイシャンの息子ヨトやサハリャンもホンタイジに積極的に加担した。2人はダイシャンの後嗣から外されていた。アバハイの葬儀が終わると、ヨトやサハリャンは「ホンタイジは才徳があり、衆人も心服しています。速やかに王位を継ぐべきです」と述べ、ダイシャンも同意した。
ヌルハチはあくまで明からの独立を目指しただけで、明を征服しようと思ったことはなかったと言われる。後継者を定めなかったのも、それまでの部族合議体制を維持しようとしたことの現われとも見られる。

## 逸話
- ヌルハチが軍馬に乗って敵軍に追いつかれそうになった時、彼の猟犬は敵の足に噛み付き、時間を稼いだため、ヌルハチは逃げることができ、それ以来満州族は犬を祀るようになった[33]。
- 李成梁の軍にいた頃に漢人の文化に触れ、『三国志演義』や『水滸伝』を読み、義侠心や人情の機微を感じること、そして軍略を身に着けた[34]。
- 互市での交易の際、それまでは朝鮮人参は明の商人が安く買い叩くために腐る直前まで受け取らないということを行っていたが、ヌルハチは朝鮮人参を鍋で煮てから天日干しして日持ちさせる方法を考案して値崩れを防いだ。
- 身体的特徴は、故宮博物院蔵に描かれたものと違って『満州実録』に記された実物に近いヌルハチは目尻が上がって、鋭い形をしているが、これはホンタイジの画像に似せて描こうとしたため、実際とはかなり違う描写をしていると思われる。また、歩き方は堂々とし、動作に威厳があり度胸も据わっていたため、若いうちにリーダーとなっても十分の一族の長として風格を備えていた。カリスマ的な性格であり、部下たちはヌルハチを英明剛毅な人物と畏敬した[35]。

### 武勇伝
- ヌルハチの射的の伎倆については『清實錄』に度々その神業っぷりが記されている。マルドゥン山砦の戦では、城壁から雨霰と降り注ぐ石や矢のために兵士は近づけず、しかしヌルハチはそれを横目に10歩約16m離れた木の幹の陰から矢を放ち、敵将の頭に命中させている (→「太祖大戰瑪爾墩」)。また、ハダのアミン･ジェジェを妻に迎えるため待っていたところに、ドンゴ部の弓の名人が通りかかった時には、マルドゥン戦の10倍の距離、100歩約160m先の柳の木に5本の矢を放ち、すべて命中させただけでなく、5本が5寸約16cmの範囲内に固り、5本の鏃で木の幹が抉られ、塊となって地面に落ちたという (→「太祖射柳於洞野」)。
- 戦闘時に重傷を負っても気絶せずに戦い続けられる、その強靭な身体と精神についてもしばしば語られる。ワンギャ部のオンゴロ城を攻めた時、敵兵の放った矢がヌルハチの兜を貫通して頭部に半寸約1.5cmほど突き刺さったが、ヌルハチはそれを引き抜き、矢を放った敵兵の脚に命中させた。その直後、またも別の敵兵の放った矢が今度はヌルハチの鎖頭巾を貫いて頸部に刺さった。鏃は返しがついていて、ヌルハチが引き抜くと首の肉が抉れとられ、血が噴き出したという。それでも敵兵に弱みをみせまいと、助けに行こうとする部下を制止し、片手で血の噴き出す傷口を圧迫しながら陣営まで戻った。快復したヌルハチは戦場復帰し、自らに重傷を負わせた敵兵を殺さず、自軍の将に迎えたという (→「太祖宥鄂爾果尼洛科」)。ニカン･ワイランを追ってたどり着いたその居城では、不審な群勢40人に向かって単身突進し、却って40人から矢の集中攻撃を受けて満身創痍となりながらも敵の軍勢をけちらした (→「太祖獨戰四十人」)。
- ジェチェン部の遠征に出かけた際に突如800人の大軍が現れ、ヌルハチ軍は狼狽したが、ヌルハチと弟3人で800人の軍勢に突入して20人あまりを倒し、最終的に敵を敗走させた[36]。
- ワンギャ（完顔）部の残党ニングチン＝ジャンギンの拠点ジョーギヤ城を攻めた時に、城兵が出てきてまっすぐヌルハチへと突っ込んだ。ヌルハチは1人で100人の敵に立ち向かい、蹴散らした[36]。

## 祖先同胞
- 曾祖父・フマン：清興祖。
  - 長祖・ 德世庫デシク：フマン長子。
  - 二祖・劉闡リョチャン：フマン次子。
  - 三祖・ソオチャンガ：フマン三子。
  - 四祖・ギョチャンガ：フマン四子。清景祖。
    - 父・タクシ：清顕祖。
      - 姉不詳：異母姉。ウラ国主ベイレの妻。
      - ヌルハチ：清太祖。喜塔喇氏阿古都督の娘の子。
      - 二弟・穆爾哈齊ムルハチ：李佳氏古魯禮の女の子。
      - 三弟・シュルハチ：ヌルハチの同父母弟。
      - 四弟・雅爾哈齊ヤルハチ：喜塔喇氏阿古都督の娘の子。
      - 五弟・巴雅喇バヤラ：ワン･ハンの養族女の子。
      - 妹・阿吉格アジゲ：喜塔喇氏阿古都督の娘の子。伊爾根覺羅氏噶哈善哈斯虎の妻。

  - 五祖・ボオランガ：フマン五子。
  - 六祖・ボオシ：フマン六子。

## 妻妾子女

### 正室
正室 (嫡妻) は、清初には「大福晋アムバ･フジン」や「大妃」などと呼ばれ、太宗ホン･タイジが皇帝を称してからは「皇后」と呼ばれた。
- 元妃・佟佳氏ハハナ･ジャチン：一人目の嫡妻。
  - 長子・チュイェン：廣略貝勒アルガトゥ･トゥメン･ベイレ。
  - 次子・代善ダイシャン：礼親王。
  - 長女・嫩哲ヌンジェ：端荘グルン公主。棟鄂氏何和里ホホリに婚嫁。
- 継妃・富察氏袞代グンダイ：二人目の嫡妻。
  - 5子・莽古爾泰マングルタイ：ベイレ。
  - 10子・徳格類デゲレイ
  - 16子・費揚果フィヤング
  - 3女・莽古済マングジ
- 孝慈高皇后・イェヘ･ナラ氏モンゴ･ジェジェ：イェヘ初代東城主ベイレヤンギヌ娘。三人目の嫡妻。清史上初めての皇后追封[注釈 2]。
  - 8子・ホン･タイジ：清太宗。
- 大妃・ウラ･ナラ氏アバハイ：ウラ第三代国主ベイレマンタイ娘。四人目 (最後) の嫡妻。
  - 12子・阿済格アジゲ：英郡王。
  - 14子・ドルゴン：睿親王。
  - 15子・多鐸ドド：豫親王。

### 側室
- ボルジギト氏：寿康太妃。
- イルゲン･ギョロ氏名不詳
  - 皇七子・アバタイ：多羅饒餘郡王。
  - 皇二女名不詳：和碩公主。
- イェヘ･ナラ氏名不詳：モンゴ･ジェジェ (孝慈高皇后) 妹。
  - 皇八女：和碩公主。聡古倫。
- アミン･ジェジェ：ハダ国主ベイレフルガン女。

### 妾 (庶妃)
- 兆佳氏名不詳
  - 3子・阿拝アバイ：鎮国公。
- 鈕祜禄氏名不詳
  - 4子・湯古代タングルダイ：鎮国将軍。
  - 6子・塔拝タバイ
- 嘉穆瑚覺羅氏
  - 9子・巴布泰バブタイ：鎮国公。
  - 4女・ムクシ：ウラ国主ベイレブジャンタイ第三夫人。後、エイドゥに再嫁。エイドゥ死後、エイドゥ第八子・圖爾格に再々嫁。
  - 11子・巴布海バブハイ
  - 5女名不詳
  - 6女名不詳
- 西林覚羅氏名不詳
  - 13子・頼慕布ラレムブ：鎮国公。
- 伊爾根覚羅氏名不詳
  - 7女

## 登場作品
小説
- 韃靼疾風録（司馬遼太郎）

漫画
- 夢幻の如く（本宮ひろ志）

テレビドラマ
- ヌルハチ（1986年、演：侯永生）
- 太祖秘史（中国語版）（2005年、演：マ・ジンタオ（中国語版））
- 宮廷の泪・山河の恋（2012年、演：チョウ・シャオドン）
- 皇后の記（中国語版）（2015年、演：ユー・ロングァン）
- 孤高の皇妃（中国語版）（2017年、ジン・ガンシャン）